# توماس مالون (كاتب)
توماس مالون (بالإنجليزية: Thomas Mallon)‏‏ (2 نوفمبر 1951 في غلين كوف، نيويورك - ) روائي من الولايات المتحدة.

## الجوائز
- زمالة غوغنهايم
- زميل الأكاديمية الأمريكية للفنون والعلوم